# Валентюна (община)
Община Валентюна (на шведски: Vallentuna kommun) е разположена в лен Стокхолм, централна Швеция с обща площ 371 km2 и население 31 616 души (към 31 декември 2013). Административен център на община Валентюна е едноименния град Валентюна.